# Babah Krueng (Bandar Dua)
Babah Krueng is een bestuurslaag in het regentschap Pidie Jaya van de provincie Atjeh, Indonesië. Babah Krueng telt 814 inwoners (volkstelling 2010).